# Amiran Sanaia
Amiran Sanaia (en géorgien : ამირან სანაია) est un footballeur international géorgien né le 3 septembre 1989 à Soukhoumi en URSS (auj. en Géorgie).

## Biographie

### En club
Amiran Sanaia joue au poste de défenseur en première division géorgienne lorsque Le Mans UC 72 le recrute pour intégrer la réserve qui évolue en CFA, en compagnie de ses compatriotes Georgi Makaridze et Vakhtang Pantskhava. Il connaît sa première titularisation le 3 février 2010 lors du match en retard de Coupe de France à Sochaux (défaite 3-0).
Il est ensuite recruté par le SC Bastia pour remplacer Féthi Harek, blessé.
En 2012 son contrat n'est pas renouvelé par Bastia. Il effectue alors des essais à Sedan puis au Stade lavallois, sans succès.
En octobre 2021, le Rodez AF annonce qu'Amiran Sanaia souffre d'un cancer. 

### En sélection
Il possède 6 sélections en équipe A de Géorgie. Sa cinquième cape est survenue à la suite de son nouvel appel parmi les A, le 3 septembre 2009. Il participe ainsi aux éliminatoires de la coupe du monde 2010.

## Palmarès
SC Bastia
- Champion de National en  2010-2011.
- Champion de Ligue 2 en 2011-2012.

 Rodez AF
- Champion de National en  2018-2019.